# Roboto
Roboto – krój pisma opublikowany na licencji Apache License przez Google w 2015 roku. Jest podstawowym fontem języka programowania interfejsu Material Design, używanym w większości produktów Google.
Czcionka została zaprojektowana przez Christiana Robertsona w 2011 roku i po raz pierwszy pojawiła się w systemie Android Ice Cream Sandwich. We wcześniejszych wersjach Androida używany był font Droid.
W 2014 roku na potrzeby systemu Android Lollipop został zmodyfikowany. Zmiany w stosunku do poprzedniej wersji są najbardziej zauważalne w znakach: B, R, P, D, O, e, g, k, 1, 5, 6, 7, 9. Od 2015 roku font jest dostępny do pobrania za pośrednictwem usługi Google Fonts.
Krój jest używany m.in. w usługach Mapy Google, Google Play i YouTube.

## Roboto Slab
Roboto Slab jest wariantem szeryfowym, zaprojektowanym przez Christiana Robertsona, opublikowanym w 2013 roku.